# Nicholas Revett

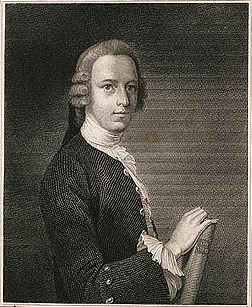
Nicholas Revett, reproducere a unui portret în ulei, din lucrarea lui Antichitățile din Atenei.

Nicholas  Revett (n. 1720, Framlingham, Anglia, Regatul Marii Britanii – d. 1 iunie 1804, Londra, Regatul Unit al Marii Britanii și Irlandei) a fost un arhitect britanic. Revett este cel mai bine cunoscut pentru conlucrarea lui cu James „Atenianul” Stuart pentru descrierea ruinele monumentelor antice din Atena. Deși este uneori descris ca fiind un arhitect amator, el a jucat un rol important în renașterea arhitecturii grecești.
Se consideră că Revett s-a născut în Framlingham, Suffolk, deși familia sa a trăit la satul Brandeston din apropiere. El a fost botezat în Biserica sfântului Arhanghel Mihail din Framlingham.
El a studiat cu pictorul proto-neoclasic Marco Benefial.
El a murit la Londra, și a fost îngropat în Brandeston.

## Prima expediție
Revett l-a pe cunoscut pe James Stuart în Italia, unde ei plecaseră pentru desăvârșirea educației lor artistice. Ei au decis să călătorească în Grecia. Potrivit Dictionary of National Biography, mai înainte de a vizita Grecia, ei au făcut cunoștință cu Sir James Gray, reprezentantul diplomatic britanic din Veneția, cu ajutorul căruia au fost aleși membri ai Society of Dilettanti din Londra. Societatea a fost fondată de către personalități care, la fel precum Gray, fuseseră în Marea Călătorie. Sprijinul lui Gray avea să se dovedească de-a lungul timpului foarte important pentru Revett. 
Revett și James Stuart au stat în principal în Atena, unde au ajuns în 1751. De asemenea, au vizitat insulele din Marea Egee , inclusiv Delos.

## Antichități din Atena
În Anglia, Revett și Stuart și-au pregătit materialul pentru publicare și-a găsit cititori dornici să studieze Antichitățile din Atena. Proiectul a fost gândit să fie alcătuit din patru volume, deși până la urmă a apărut și un al cincilea. Ilustrațiile au inclus 368 planșe, schie și gravuri, dar și planuri și hărți desenate la scară
Deși rivalul lor francez, Julien-David Le Roy, a publicat cartea sa despre monumente antice grecești Les Ruines des plus beaux bâtiments de la Grèce mai înainte de apariția Antichități din Atena, precizia observațiilor și muncii lui Revett și Stuart a făcut ca studiul lor să poată fi considerat primul de acest fel dintre toate cele care s-au ocupat de Grecia Antică. De exemplu, Revett și Stuart au fost primii europeni care au subliniat existenței policromiei monumentelor antice.
Primul volum, în care autorii sunt descriși ca „pictori și arhitecți”, a apărut în 1762-1763. Revett nu s-a mai arătat interesat de acest proiect după publicarea primului volum, dar Stuart a continuat să fie implicat până la moartea sa în 1788. Cel de-al patrulea volum a apărut în 1816, anul în care guvernul britanic a intrat în posesia Marmurilor Elgin. 

## A doua expediție
Revett au luat parte la o  a doua expediție în deceniul al șaptelea. El a călătorit în Grecia și Ionia sub auspiciile Society of Dilettanti cu un grup din care făcea parte Richard Chandler. (Se pare că  Revett s-a certat cu Stuart după publicarea primului volum din Antichitățile dințe). 
Darea de seamă a expediției întocmită pe 17 mai 1764 dezvăluie că membrii expediției și-au stabilit cartierul general la Smyrna „..pentru ca să facă excursii la mai multe vestigii ale antichității din vecinătate, să facă planuri și măsurători exacte, să facă schițe ale basoreliefuri și ornamente… copiind toate inscripțiile întâlnite și ținând jurnale amănunțite.”

## Clădiri proiectate de  Revett
Nu sunt multe clădiri atribuite Revett. El a considerat el însuși un gentleman și el a fost, probabil, suficient de înstărit pentru ca să nu aibă nevie să muncească pentru a-și câștiga existența, deși se spune că a avut „dificultăți financiare” spre sfârșitul vieții.

### Dependințe
Revett a conceput două dependințe elene la conace englezești, despre care se consideră că a marcat începutul perioadei Renașterii grecești din arhitectura britanică de la sfârșitul secolului al XVIII-lea. Ambii proprietari au fost membri ai Society of Dilettanti. Proprietățile în cauză au fost:
- Trafalgar House, Wiltshire, acum cunoscut sub numele de Trafalgar Park

Revett adăugat un portic acestei case, care a fost proprietatea lui Henry Dawkins (fratele său prieten și coleg explorer, James Dawkins).
- West Wycombe Park, Buckinghamshire

Revett adăugat porticul vestic la această clădire  în 1771, proprietate lui Sir Francis Dashwood. Porticul are ca model templul lui Bacchus la Teos. Tema bahică se potrivea cu ospitalitatea extravagantă a lui Francis, un semn distinctiv al membrilor Dilettanti. Plafonul are un citat copiat de la una din structurile de la Palmyra, așa cum fusese reprodusă lucrarea lui Robert Wood, „Ruinele din Palmyra”. 

### Proiecte complete
- Presbiteriul din Mereworth, Kent (vândut de biserică în 1958 și cunoscut de atunci ca „Mere House”)

Această proprietate a fost proiectat în 1780 pentru Sir Francis Dashwood și este Revett e cunoscută ca singura clădire completă pe care a proiectat-o.
Constructor a fost Luffman Atterbury, un antreprenor care a lucrat pentru Dashwood și la West Wycombe. În anii 1830 și 1870 au fost făcute mai multe modificări la aspectul clădirii, dar multe dintre caracteristicile inițiale ale proiectului lui Revett sunt încă prezente

### Biserica
New St Lawrence Church din Ayot St Lawrence, Hertfordshire este amintită în necrologul lui Revett din The Gentleman's Magazine, și de Lionel Cust în Dictionary of National Biography .

## Lucrări publicate
- Nicholas Revett, James Stuart: The Antiquities of Athens (1762).
- Richard Chandler, Nicholas Revett: Travels in Asia Minor and Greece.
- Richard Chandler, Nicholas Revett, W. Pars:  onian Antiquities  Londra 1769. .